# David Lázaro Alonso
David Lázaro Alonso, más conocido como David Lázaro (Cabanillas, Navarra, 1 de junio de 1985) es un futbolista español. Juega actualmente como centrocampista en el CD Tudelano.

## Características
Mediocentro defensivo con gran capacidad de sacrificio por el equipo. Lázaro es pura potencia física al servicio del grupo. Recupera con facilidad los balones y no se complica a la hora de realizar el pase. Además, puntualmente, se suma al ataque con tal de sorprender a los rivales.

## Curiosidades
Marcó un penalti decisivo  contra el U.D. Salamanca, en un partido que se disputó el 19 de mayo contra el C.D. Tenerife en el Estadio Helmántico.

## Clubes
| Club             | País   | Año       |
| ---------------- | ------ | --------- |
| UE Lleida        | España | 2006-2007 |
| Villarreal B     | España | 2007-2010 |
| CD Castellón     | España | 2010-2011 |
| Deportivo Alavés | España | 2011-2012 |
| UD Salamanca     | España | 2012-2013 |
| CF Badalona      | España | 2012-2013 |
| CD Tudelano      | España | 2014-2015 |